# 陳博志
陳博志（1949年2月1日—），中華民國總統府資政，臺灣知名經濟學家及財經官員，出生於雲林縣虎尾鎮，是李登輝政府及陳水扁政府的重要財經智囊，對於國家經濟發展多所建言，例如支持蔡英文政府推動的前瞻基礎建設計畫，但也認為軌道建設應「緊事緩辦」、詳細評估。

## 經歷
虎尾高中校友、國立臺灣大學經濟學博士，曾任臺灣大學經濟系主任、臺灣大學經濟研究所所長、行政院經濟建設委員會主任委員、總統府國策顧問、中央銀行理事等職。經建會主委卸任後，自2002年2月起接任台灣智庫董事長。台灣蘋果日報稱其是民主進步黨總體經濟「師公級專家」。

## 批判
陳博志曾批評馬英九政府《兩岸服務貿易協議》的協商過程，表示其透明度不足、以及惡化「社會分配」。陳博志也批評蔡英文政府「前瞻基礎建設計畫」搞錯先後順序與輕重緩急，否認前瞻計畫是從民進黨《十年政綱》衍生出來的，批評前瞻計畫要價新臺幣4200億元的軌道建設「緬懷一百多年前的技術……一定要緩下來」。

## 外部連結
- 台灣智庫 董事長 陳博志 （页面存档备份，存于）